# Episodi di Le più belle favole del mondo

Una scena de Il mago di Oz

La serie animata Fiabe....così, è la trasposizione di fiabe famose, capolavori della letteratura mondiale e biografie di personaggi storici famosi. La serie è stata trasmessa in Giappone su TBS dal 7 ottobre 1976 al 28 marzo 1979 in 127 episodi, ciascuno formato da due segmenti di una decina di minuti relativi a due racconti diversi, per un totale di 232 segmenti. Alcuni racconti nella seconda metà della serie si estendono in più episodi, che sono stati mandati in onda alternati: ogni puntata era composta da due episodi di storie diverse, una delle quali poteva essere una replica di un episodio già trasmesso. Fanno eccezione 13 episodi (dal 53 al 65) che narrano un'unica storia autoconclusiva in circa 22 minuti.
In Italia, invece, gli episodi sono stati trasmessi singolarmente, in un ordine diverso da quello originale e in tre serie distinte: Fiabe... così, Fiabe dal mondo (o Racconti dal mondo e Le fiabe più belle del mondo) e Le più belle favole del mondo. Gli episodi divisi in più parti in Italia sono andati in onda consecutivamente, e talvolta anche gli episodi autoconclusivi di mezz'ora sono stati trasmessi spezzati in due parti. I titoli italiani di alcuni episodi variano a seconda delle diverse edizioni televisive e home video.

## Serie italiane

### Fiabe...  così
La serie Fiabe... così si compone di 52 episodi trasmessi dalla Rai su Rete 1 dal 2 settembre 1980 al 29 ottobre 1981. Questa prima serie corrisponde alle prime due stagioni dell'adattamento americano della serie, Tales of Magic, su cui è basata l'edizione italiana. La trasmissione Rai fu discontinua e irregolare; nella seconda parte della serie vennero mandate in onda repliche degli episodi precedenti assieme ai nuovi.

### Fiabe dal mondo
La serie Fiabe dal mondo è formata da 74 episodi (75 segmenti totali) trasmessi dalle reti locali del gruppo Rusconi dal febbraio 1982, anche con i titoli Racconti dal mondo e Le fiabe più belle del mondo. Questo blocco comprende una nuova versione del segmento 38A, il cui titolo fu cambiato da Il cavallino fatato in Il cavallino magico. La storia in quattro segmenti Le avventure di Tom Sawyer venne unita in due episodi da mezz'ora, mentre l'episodio autoconclusivo di 22 minuti Pel di carota fu diviso in due episodi brevi. I primi 13 episodi della serie equivalgono alla terza stagione di Tales of Magic, e in seguito ne furono importati altri 60 dal Giappone. Non è noto l'ordine della messa in onda italiana degli ultimi 60 episodi, che sono perciò riportati di seguito secondo quello originale.
| Nº Ja  | Nº It | Titolo italiano                         | In onda                          | In onda  |
| Nº Ja  | Nº It | Titolo italiano                         | Giapponese                       | Italiano |
| 70B71B | 1     | Le avventure di Tom Sawyer (1ª parte)   | 2 febbraio 19789 febbraio 1978   | 1982     |
| 72B73B | 2     | Le avventure di Tom Sawyer (2ª parte)   | 16 febbraio 197823 febbraio 1978 | 1982     |
| 57     | 3     | L'isola del tesoro                      | 3 novembre 1977                  | 1982     |
| 60     | 4     | Il lago dei cigni                       | 24 novembre 1977                 | 1982     |
| 58     | 5     | Cosetta                                 | 10 novembre 1977                 | 1982     |
| 64     | 6     | Lo schiaccianoci                        | 22 dicembre 1977                 | 1982     |
| 62     | 7     | Alice nel Paese delle Meraviglie        | 8 dicembre 1977                  | 1982     |
| 65     | 8     | La regina delle nevi                    | 29 dicembre 1977                 | 1982     |
| 53     | 9     | Piccole donne                           | 6 ottobre 1977                   | 1982     |
| 63     | 10    | La capanna dello zio Tom                | 15 dicembre 1977                 | 1982     |
| 56     | 11    | La storia di Florence                   | 27 ottobre 1977                  | 1982     |
| 61     | 12    | Romeo e Giulietta                       | 1º dicembre 1977                 | 1982     |
| 55     | 13    | Senza famiglia                          | 20 ottobre 1977                  | 1982     |
| 2A     | -     | La sirenetta                            | 14 ottobre 1976                  | 1982     |
| 2B     | -     | Le astuzie di un coniglio               | 14 ottobre 1976                  | 1982     |
| 6B     | -     | Guglielmo Tell                          | 11 novembre 1976                 | 1982     |
| 7B     | -     | L'intelligente coyote                   | 18 novembre 1976                 | 1982     |
| 10A    | -     | Barbablù                                | 9 dicembre 1976                  | 1982     |
| 10B    | -     | Il cane delle Fiandre                   | 9 dicembre 1976                  | 1982     |
| 11B    | -     | La testa della Medusa                   | 16 dicembre 1976                 | 1982     |
| 12B    | -     | La piccola fiammiferaia                 | 23 dicembre 1976                 | 1982     |
| 14B    | -     | Gli Indiani d'America                   | 6 gennaio 1977                   | 1982     |
| 15A    | -     | Il gigante egoista                      | 13 gennaio 1977                  | 1982     |
| 15B    | -     | L'olandese volante                      | 13 gennaio 1977                  | 1982     |
| 17A    | -     | I musicanti di Brema                    | 27 gennaio 1977                  | 1982     |
| 18A    | -     | La principessa dello spino              | 3 febbraio 1977                  | 1982     |
| 21B    | -     | L'usignolo e la rosa rossa              | 24 febbraio 1977                 | 1982     |
| 22A    | -     | Giovanna d'Arco                         | 3 marzo 1977                     | 1982     |
| 22B    | -     | Gli occhi rossi del Gizo                | 3 marzo 1977                     | 1982     |
| 24A    | -     | Il naufragio                            | 17 marzo 1977                    | 1982     |
| 25A    | -     | L'ultima foglia                         | 24 marzo 1977                    | 1982     |
| 26A    | -     | Il cavallo di Troia                     | 31 marzo 1977                    | 1982     |
| 26B    | -     | Il franco tiratore                      | 31 marzo 1977                    | 1982     |
| 28B    | -     | La tigre sconfitta dal coniglio         | 14 aprile 1977                   | 1982     |
| 29A    | -     | La gratitudine del leone                | 21 aprile 1977                   | 1982     |
| 29B    | -     | Il contadino che divenne medico         | 21 aprile 1977                   | 1982     |
| 31A    | -     | Scarpette rosse                         | 5 maggio 1977                    | 1982     |
| 31B    | -     | Il pipistrello abbandonato dai compagni | 5 maggio 1977                    | 1982     |
| 33A    | -     | Il soldatino di piombo                  | 19 maggio 1977                   | 1982     |
| 34A    | -     | L'acciarino magico                      | 26 maggio 1977                   | 1982     |
| 34B    | -     | La principessa guardia delle oche       | 26 maggio 1977                   | 1982     |
| 35B    | -     | La lira di Orfeo                        | 2 giugno 1977                    | 1982     |
| 36A    | -     | La volpe e il coniglio (1ª parte)       | 9 giugno 1977                    | 1982     |
| 36B    | -     | Faust                                   | 9 giugno 1977                    | 1982     |
| 38A    | -     | Il cavallino magico                     | 23 giugno 1977                   | 1982     |
| 39B    | -     | La paglia, il carbone e la fava         | 30 giugno 1977                   | 1982     |
| 40B    | -     | Galileo Galilei                         | 7 luglio 1977                    | 1982     |
| 41B    | -     | Ivan lo sciocco                         | 14 luglio 1977                   | 1982     |
| 42A    | -     | La volpe e il coniglio (2ª parte)       | 21 luglio 1977                   | 1982     |
| 42B    | -     | Dracula                                 | 21 luglio 1977                   | 1982     |
| 43A    | -     | Il cavaliere della fiamma               | 30 giugno 1977                   | 1982     |
| 44A    | -     | Il cavaliere del cigno                  | 4 agosto 1977                    | 1982     |
| 45A    | -     | I guanti rossi di Emily                 | 11 agosto 1977                   | 1982     |
| 45B    | -     | Il processo alla volpe                  | 11 agosto 1977                   | 1982     |
| 46A    | -     | La volpe e il coniglio (3ª parte)       | 18 agosto 1977                   | 1982     |
| 47A    | -     | Il cervo d'oro                          | 25 agosto 1977                   | 1982     |
| 47B    | -     | Il coniglio raffreddato                 | 25 agosto 1977                   | 1982     |
| 49A    | -     | Amicizia                                | 8 settembre 1977                 | 1982     |
| 49B    | -     | Un ninfo e un ragazzo                   | 8 settembre 1977                 | 1982     |
| 52B    | -     | La palla luminosa                       | 29 settembre 1977                | 1982     |
| 54     | -     | Pel di carota (1ª parte)                | 13 ottobre 1977                  | 1982     |
| 54     | -     | Pel di carota (2ª parte)                | 13 ottobre 1977                  | 1982     |
| 66A    | -     | Storia di un pupazzo di neve            | 5 gennaio 1978                   | 1982     |
| 67A    | -     | Il pesce del lago                       | 12 gennaio 1978                  | 1982     |
| 68A    | -     | Mongos e il re delle scimmie            | 19 gennaio 1978                  | 1982     |
| 69A    | -     | Il vecchio della roccia                 | 26 gennaio 1978                  | 1982     |
| 70A    | -     | Chiuni e il rospo                       | 2 febbraio 1978                  | 1982     |
| 71A    | -     | Lo strano violino                       | 9 febbraio 1978                  | 1982     |
| 72A    | -     | Dick e il gatto                         | 16 febbraio 1978                 | 1982     |
| 73A    | -     | Il pastore bonaccione                   | 23 febbraio 1978                 | 1982     |
| 74A    | -     | La lepre e il burro                     | 2 marzo 1978                     | 1982     |
| 75A    | -     | L'ufficiale                             | 9 marzo 1978                     | 1982     |
| 76A    | -     | Il fabbro sulla nuvola                  | 16 marzo 1978                    | 1982     |
| 78A    | -     | La viola del pensiero                   | 30 marzo 1978                    | 1982     |

### Le più belle favole del mondo
La serie Le più belle favole del mondo comprende 110 episodi (108 dei segmenti originali) distribuiti dalla Video Star e trasmessi dalle reti del circuito Elefante TV a partire dal 4 settembre 1983. Oltre agli episodi inediti, questa serie comprende una nuova versione del segmento 12B La piccola fiammiferaia, e dell'episodio 61 da 22 minuti Romeo e Giulietta, diviso in due parti e reintitolato Giulietta e Romeo. Anche l'episodio Carmen venne diviso in due parti. Essendo di breve durata, gli episodi andavano solitamente in onda a coppie, mentre in seguito sono stati trasmessi anche singolarmente. In repliche successive, furono aggiunti in coda alla serie alcuni episodi delle due precedenti tranche e di altre serie animate.
| Nº Ja | Nº It | Titolo italiano                                    | In onda           | In onda          |
| Nº Ja | Nº It | Titolo italiano                                    | Giapponese        | Italiano         |
| 122A  | 1     | Il principe rospo                                  | 21 febbraio 1979  | 4 settembre 1983 |
| 123A  | 2     | Il bambino che cercava la paura                    | 28 febbraio 1979  | 1983             |
| 124A  | 3     | In viaggio con la luna                             | 7 marzo 1979      | 1983             |
| 125A  | 4     | Lo scugnizzo infermiere                            | 14 marzo 1979     | 1983             |
| 114A  | 5     | Un regalo per Natale                               | 20 dicembre 1978  | 1983             |
| 12B   | 6     | La piccola fiammiferaia                            | 23 dicembre 1976  | 1983             |
| 90A   | 7     | Il giorno più lungo dell'anno                      | 21 giugno 1978    | 1983             |
| 103A  | 8     | Il cattivo indiano                                 | 20 settembre 1978 | 1983             |
| 104A  | 9     | L'uomo che perse la sua ombra                      | 27 settembre 1978 | 1983             |
| 25B   | 10    | La nonna e l'orso bianco                           | 24 marzo 1977     | 1983             |
| 89A   | 11    | Il principe dal becco di tordo                     | 14 giugno 1978    | 1983             |
| 91A   | 12    | L'uomo che imbrogliò la Morte                      | 28 giugno 1978    | 1983             |
| 38B   | 13    | Più forte dell'amore                               | 6 gennaio 1977    | 1983             |
| 102A  | 14    | L'anello magico                                    | 13 settembre 1978 | 1983             |
| 100A  | 15    | Un compleanno a sorpresa                           | 30 agosto 1978    | 1983             |
| 101A  | 16    | Le lacrime del cigno                               | 6 settembre 1978  | 1983             |
| 118A  | 17    | La Cenerentola indiana                             | 24 gennaio 1979   | 1983             |
| 119A  | 18    | Sette in un colpo solo                             | 31 gennaio 1979   | 1983             |
| 120A  | 19    | Il ladro vanaglorioso                              | 7 febbraio 1979   | 1983             |
| 121A  | 20    | La principessa più furba del re                    | 14 febbraio 1979  | 1983             |
| 80A   | 21    | Il cane delle Alpi                                 | 12 aprile 1978    | 1983             |
| 81A   | 22    | Il contadino dal cervello fino                     | 19 aprile 1978    | 1983             |
| 79A   | 23    | Il cavallino bianco                                | 5 aprile 1978     | 1983             |
| 82A   | 24    | Il re che si è trasformato in cicogna              | 26 aprile 1978    | 1983             |
| 96A   | 25    | Il cervo e la tartaruga                            | 2 agosto 1978     | 1983             |
| 97A   | 26    | Il re degli squali                                 | 9 agosto 1978     | 1983             |
| 98A   | 27    | La leggenda del ragno                              | 16 agosto 1978    | 1983             |
| 99A   | 28    | Il fiore della bontà                               | 23 agosto 1978    | 1983             |
| 127A  | 29    | La regina del regno del sale                       | 28 marzo 1978     | 1983             |
| 126A  | 30    | Il guardiano dei porci                             | 21 marzo 1979     | 1983             |
| 17B   | 31    | La leggenda di Rustam e Sohrab                     | 27 gennaio 1977   | 1983             |
| 117A  | 32    | 100 conigli per una principessa                    | 17 gennaio 1979   | 1983             |
| 112A  | 33    | Il serpente e la chiacchierona                     | 6 dicembre 1978   | 1983             |
| 113A  | 34    | Il pennello magico                                 | 13 dicembre 1978  | 1983             |
| 116A  | 35    | Il vecchio Sultano                                 | 10 gennaio 1979   | 1983             |
| 48B   | 36    | La foglia magica                                   | 1º settembre 1977 | 1983             |
| 87A   | 37    | La storia di Eco e Narciso                         | 31 maggio 1978    | 1983             |
| 46B   | 38    | Frankenstein                                       | 18 agosto 1977    | 1983             |
| 52A   | 39    | Re Lear                                            | 29 settembre 1977 | 1983             |
| 94A   | 40    | La rana curiosa                                    | 19 luglio 1978    | 1983             |
| 92A   | 41    | La moglie chiacchierona                            | 5 luglio 1978     | 1983             |
| 93A   | 42    | Il pavone vanitoso                                 | 12 luglio 1978    | 1983             |
| 95A   | 43    | L'organo magico                                    | 25 luglio 1978    | 1983             |
| 85A   | 44    | Il re della foresta                                | 17 maggio 1978    | 1983             |
| 83A   | 45    | L'imperatore e l'usignolo                          | 3 maggio 1978     | 1983             |
| 84A   | 46    | Il patto delle rane                                | 10 maggio 1978    | 1983             |
| 86A   | 47    | L'albero della generosità                          | 24 maggio 1978    | 1983             |
| 88A   | 48    | Il topolino innamorato                             | 7 giugno 1978     | 1983             |
| 120B  | 49    | Le avventure di Sinbad - prima parte               | 7 febbraio 1979   | 1983             |
| 121B  | 50    | Le avventure di Sinbad - seconda parte             | 14 febbraio 1979  | 1983             |
| 122B  | 51    | Le avventure di Sinbad - terza parte               | 21 febbraio 1979  | 1983             |
| 123B  | 52    | Le avventure di Sinbad - quarta e ultima parte     | 28 febbraio 1979  | 1983             |
| 105B  | 53    | La piccola principessa - prima parte               | 11 ottobre 1978   | 1983             |
| 106B  | 54    | La piccola principessa - seconda parte             | 18 ottobre 1978   | 1983             |
| 107B  | 55    | La piccola principessa - terza parte               | 25 ottobre 1978   | 1983             |
| 108B  | 56    | La piccola principessa - quarta parte              | 1º novembre 1978  | 1983             |
| 109B  | 57    | La piccola principessa - quinta parte              | 8 novembre 1978   | 1983             |
| 110B  | 58    | La piccola principessa - sesta parte               | 15 novembre 1978  | 1983             |
| 111B  | 59    | La piccola principessa - settima parte             | 29 novembre 1978  | 1983             |
| 112B  | 60    | La piccola principessa - ottava parte              | 6 dicembre 1978   | 1983             |
| 113B  | 61    | La piccola principessa - nona parte                | 13 dicembre 1978  | 1983             |
| 114B  | 62    | La piccola principessa - decima parte              | 20 dicembre 1978  | 1983             |
| 115B  | 63    | La piccola principessa - undicesima e ultima parte | 27 dicembre 1978  | 1983             |
| 87B   | 64    | Il principe e il povero - prima parte              | 31 maggio 1978    | 1983             |
| 88B   | 65    | Il principe e il povero - seconda parte            | 7 giugno 1978     | 1983             |
| 89B   | 66    | Il principe e il povero - terza parte              | 14 giugno 1978    | 1983             |
| 90B   | 67    | Il principe e il povero - quarta parte             | 21 giugno 1978    | 1983             |
| 91B   | 68    | Il principe e il povero - quinta e ultima parte    | 28 giugno 1978    | 1983             |
| 74B   | 69    | Le avventure di 15 ragazzi - prima parte           | 2 marzo 1978      | 1983             |
| 75B   | 70    | Le avventure di 15 ragazzi - seconda parte         | 9 marzo 1978      | 1983             |
| 76B   | 71    | Le avventure di 15 ragazzi - terza parte           | 16 marzo 1978     | 1983             |
| 77B   | 72    | Le avventure di 15 ragazzi - quarta parte          | 23 marzo 1978     | 1983             |
| 78B   | 73    | Le avventure di 15 ragazzi - quinta e ultima parte | 30 marzo 1978     | 1983             |
| 124B  | 74    | Pinocchio - prima parte                            | 7 marzo 1979      | 1983             |
| 125B  | 75    | Pinocchio - seconda parte                          | 14 marzo 1979     | 1983             |
| 126B  | 76    | Pinocchio - terza parte                            | 21 marzo 1979     | 1983             |
| 127B  | 77    | Pinocchio - quarta e ultima parte                  | 28 marzo 1979     | 1983             |
| 66B   | 78    | Amore familiare - prima parte                      | 5 gennaio 1978    | 1983             |
| 67B   | 79    | Amore familiare - seconda parte                    | 12 gennaio 1978   | 1983             |
| 68B   | 80    | Amore familiare - terza parte                      | 19 gennaio 1978   | 1983             |
| 69B   | 81    | Amore familiare - quarta e ultima parte            | 26 gennaio 1978   | 1983             |
| 92B   | 82    | I miserabili - prima parte                         | 5 luglio 1978     | 1983             |
| 93B   | 83    | I miserabili - seconda parte                       | 12 luglio 1978    | 1983             |
| 94B   | 84    | I miserabili - terza parte                         | 19 luglio 1978    | 1983             |
| 95B   | 85    | I miserabili - quarta parte                        | 26 luglio 1978    | 1983             |
| 96B   | 86    | I miserabili - quinta parte                        | 2 agosto 1978     | 1983             |
| 97B   | 87    | I miserabili - sesta parte                         | 9 agosto 1978     | 1983             |
| 98B   | 88    | I miserabili - settima parte                       | 16 agosto 1978    | 1983             |
| 99B   | 89    | I miserabili - ottava parte                        | 23 agosto 1978    | 1983             |
| 100B  | 90    | I miserabili - nona parte                          | 30 agosto 1978    | 1983             |
| 101B  | 91    | I miserabili - decima parte                        | 6 settembre 1978  | 1983             |
| 102B  | 92    | I miserabili - undicesima parte                    | 13 settembre 1978 | 1983             |
| 103B  | 93    | I miserabili - dodicesima parte                    | 20 settembre 1978 | 1983             |
| 104B  | 94    | I miserabili - tredicesima e ultima parte          | 27 settembre 1978 | 1983             |
| 79B   | 95    | Papà Gambalunga - prima parte                      | 5 aprile 1978     | 1983             |
| 80B   | 96    | Papà Gambalunga - seconda parte                    | 12 aprile 1978    | 1983             |
| 81B   | 97    | Papà Gambalunga - terza parte                      | 19 aprile 1978    | 1983             |
| 82B   | 98    | Papà Gambalunga - quarta e ultima parte            | 26 aprile 1978    | 1983             |
| 116B  | 99    | Cuore - prima parte                                | 10 gennaio 1979   | 1983             |
| 117B  | 100   | Cuore - seconda parte                              | 17 gennaio 1979   | 1983             |
| 118B  | 101   | Cuore - terza parte                                | 24 gennaio 1979   | 1983             |
| 119B  | 102   | Cuore - quarta e ultima parte                      | 31 gennaio 1978   | 1983             |
| 83B   | 103   | Il mago di Oz - prima parte                        | 3 maggio 1978     | 1983             |
| 84B   | 104   | Il mago di Oz - seconda parte                      | 10 maggio 1978    | 1983             |
| 85B   | 105   | Il mago di Oz - terza parte                        | 17 maggio 1978    | 1983             |
| 86B   | 106   | Il mago di Oz - quarta e ultima parte              | 24 maggio 1978    | 1983             |
| 59    | 107   | Carmen - prima parte                               | 17 novembre 1977  | 1983             |
| 59    | 108   | Carmen - seconda e ultima parte                    | 17 novembre 1977  | 1983             |
| 61    | 109   | Giulietta e Romeo - prima parte                    | 1º dicembre 1977  | 1983             |
| 61    | 110   | Giulietta e Romeo - seconda e ultima parte         | 1º dicembre 1977  | 1983             |